# Bon Jovi
Bon Jovi este o formație rock americană, originară din Sayreville, New Jersey. Formată în 1983, formația este alcătuită din: solistul Jon Bon Jovi (John Francis Bongiovi, Jr.), chitaristul Richie Sambora, pianistul David Bryan, toboșarul Tico Torres. Membrii trupei au rămas aproape aceiași de-a lungul timpului, excepție făcând plecarea lui Alec John Such în 1994. Acesta a fost înlocuit neoficial de Hugh McDonald, care, mai târziu, a părăsit și el trupa. 

## Prezentare generală
În anul 1984, trupa Bon Jovi a debutat cu o melodie, "Runaway", cu ajutorul căreia s-au făcut cunoscuți. În 1984 și 1985, Bon Jovi a lansat două albume ce au fost bine primite de public. Totuși, formația a avut mult succes  cu albumele următoare numite: "Slippery When Wet" (1986) și "New Jersey" (1988). Succesul acestor albume a adus formației recunoașterea la nivel mondial. În 1990, trupa a luat o pauză după turneul New Jersey, iar în această perioadă atât Jon Bon Jovi cât și Richie  Sambora s-au concentrat pe carierele lor solo. În 1992, formația a obținut discul dublu de platină cu "Keep the Faith" și multe altele de atunci. Hitul "It's My Life" lansat în anul 2000, a avut succes în rândul tinerilor. Trupa este cunoscută pentru utilizarea diferitelor stiluri muzicale, precum pop sau country pentru albumul "Lost Highway" din 2007. Un nou album, "The Circle", a fost lansat pe 10 noiembrie 2009 în Statele Unite. După care, în anul 2013 au revenit cu cel mai nou album, "What About Now". De-a lungul timpului, formația a lansat doisprezece albume de studio, trei albume compilație, un album live și a vândut 130 de milioane de discuri în toată lumea. Au susținut mai mult de 2.600 de concerte în peste 50 de țări pentru mai mult de 34 milioane fani.

## Istoric
Numele formației Bon Jovi vine de la solistul acesteia, Jon Bon Jovi (John Francis Bongiovi), care și-a petrecut adolescența interpretând în trupe locale din Jersey alături de David Bryan (David Rashbaum). Verișorul lui Jon (Tony Bongiovi) deținea studioul de înregistrări Power Station, unde Jon își petrecea mult timp lucrând ca portar și înregistrând demo-uri după program, uneori fiind susținut de membrii trupei E Street Band sau Aldo Nova. Unul din acele demo-uri, "Runaway" a devenit hit la postul local de radio din New Jersey, urmând a lua naștere formația Bon Jovi, Jon și Bryan fiind sprijiniți de chitaristul Dave Sabo, toboșarul Tico Torres și basistul Alec John Such.

## Stil muzical
Stilul formației Bon Jovi a fost caracterizat, în general, ca fiind format din sub-genurile hard rock, pop/hair metal, arena rock și pop rock, deși muzicienii au experimentat și practicat mai multe stiluri decât cele menționate de-a lungul timpului. 

## Discografie
Albume
- Bon Jovi (1984)
- 7800 Fahrenheit (1985)
- Slippery When Wet (1986)
- New Jersey (1988)
- Keep The Faith (1992)
- Cross Road (1994)
- These Days (1995)
- Crush (2000)
- One Wild Night: Live 1985-2001 (2001)
- Bounce (2003)
- This Left Feels Right (2003)
- Have  A Nice Day (2005)
- Lost Highway (2007)
- The Circle (2009)
- What About Now (2013)
- Burning Bridges (2015)
- This House Is Not for Sale (2016)
- 2020 (2020)
- Forever (2024)